# Ave Mujica
Ave Mujica(아벤지카)는 미디어 믹스 프로젝트 「BanG Dream!」에 등장하는 밴드 중 하나이다.

## 개요
2023년 2월 4일 갑자기 등장한 존재. 공개된 정보에 2023년 6월 4일 개최된 라이브 정보가 있었던 것으로부터, 새로운 리얼 밴드라고 예상하는 소리도 있었다.
카운트다운이 끝난 4월 10일, "이 세계 어딘가에 상자와 편지를 보냈습니다."라는 의미심장한 메시지가 뜬다.
그 후 봉봉TV의 에짱이 수수께끼와 악전고투해, 겨우 손에 넣은 메모리로부터 동영상을 본다.
그리고 엣짱이 기재한 QR코드와 YouTube 동영상에서 마침내 '그녀들'의 모습이 드러났다.
6월 4일에는 첫 라이브, 그리고 담당하는 악기와 멤버의 밴드 네임이 밝혀졌다. 은근히 RAISE A SUILEN이래의 밴드네임이다.
Roselia를 능가하는 다크함과 시큼한 고딕 호러의 분위기가 판매. 덧붙여 0th LIVE에서는 Roselia의 오리지날곡인 「Determination Symphony」를 커버하고 있었다.
그리고 애니메이션 BanG Dream! It's MyGO!!!!! 최종화에서 이들의 정체와 그 전모가 밝혀진다.
또한 최종화 방영 후 그녀들을 주역으로 한 속편 'BanG Dream! Ave Mujica'(말하자면 분할 2쿨적 존재감)의 제작이 결정되었다.
밴드명인 Ave Mujica란 Ave가 라틴어로 '어서와', '안녕하세요'라는 뜻을 가지고 있으며, 마찬가지로 Mujica는 라틴어로 '음악'을 가리키는 말이다. 의역을 하자면 '어서와 우리의 음악으로'일까.

## 멤버
- Gt. & Vo. 드롤리스 / 미스미 우이카 (CV : 사사키 리코)
- Gt. 모티스 / 와카바 무츠미 (CV : 와타세 유즈키)
- Ba. 티모리스 / 야하타 우미리 (CV : 오카다 메이)
- Dr. 아모리스 / 유텐지 냐무 (CV : 요네자와 아카네)
- Key. 오블리비오니스 / 토가와 사키코 (CV: 타카오 카논)

Poppin' Party나 Afterglow 이래의, 기타 보컬을 채용한 편성으로 되어 있는 것 외, 7현 기타나 5현 베이스라고 하는 연주 난도가 높은 악기를 취급한다. 포지션은 드로리스(Gt.&Vo.), 모티스(Gt.), 오블리비오니스(Key.) 등 3명(쇼코와 그의 소꿉친구 2명)이 프런트에 붙는 구성이다.
무대 위에서는, 멤버는 각각 가면을 쓰고 인형으로 분장한 무대극이나 라이브 퍼포먼스를 실시한다. 밴드의 리더와 총지휘는 오블리비오니스가 맡는다.
가면을 쓰고는 있지만, 얼굴의 일부가 보이고 있는 것이나, 머리 모양이 그대로이기 때문에, 가면 캐릭터의 약속인 「아무리 봐도 티가 난다」라고 하는 외모를 하고 있다.
만일 정체가 세상에 들통났을 경우, 원래부터 유명인인 드로리스(초화)나 아모리스(야옹), 부모가 유명인인 모티스(무츠) 근처는 리스크가 높다고 말할 수 있다. 덧붙여서, 티모리스(해령)도 아마, 밴드 여자 사이에서는 유명한 존재(다수의 밴드를 두둔하는 「슈퍼 서브」적인 서포트 멤버)이기 때문에, 들통났을 때의 리스크가 가장 낮은 것은 오블리비오니스(쇼코)이다.
앨범의 자켓 사진이나 공식 사이트에서는 밴드의 심볼 마크로서 톱니바퀴 모양이 결여된 초승달이 이용되고 있다.
그에 맞춰서인지, 멤버의 스테이지 네임은 각각 달바다의 라틴어 이름에서 따왔으며,
- 드롤리스(우이카)→Lacus Doloris(슬픔의 호수)
- 모티스(무츠미)→Lacus Mortis(죽음의 호수)
- 티모리스(바다)→Lacus Timoris(공포의 호수)
- 아모리스 (야옹) → Sinus Amoris (사랑의 이리에)
- 오브리비오니스(사키코) → Lacus Oblivionis (망각의 호수)

를 각각 의미하고 있다. 모두 -is로 끝나지만 이것은 속격형(~의)이기 때문이다. 속격형이 모두 -is로 끝나는 것은 아니며 실제 달의 바다에도 is 이외의 어미인 것이 있다. 통일감 때문에 선택된 것인가?
덧붙여 스테이지 네임은 총지휘를 맡는 쇼코가 붙인 것이지만, 그 의도하는 바는 현상에서는 밝혀지지 않았다. 이 스테이지 네임에 관해서는, 「It's MyGO!!!!」#13(최종회)에서, 냥이 쇼코에 대해서 「왜 자신이"사랑"인가?」라고 하는 취지의 질문을 해도, 차갑게 다루어져 躱되고 있다.
가입 멤버에 대해서는, 쇼코의 개인적인 연결(소꿉친구)에 근거하는 무츠와 초화를 제외하면, 음악으로의 자립을 목표로 하는 해령, 연예계 진입을 목표로 하는 야옹이라고 하는 비즈니스 라이크한 것으로, 또, 해령은 자신들의 관계를 「공범자」라고 비유하고 있지만, (CRYCHIC를 붕괴시켰다고 하는) 같은 죄를 함께 짊어지고 있는 진짜 의미의 공범자는 쇼코와 무츠만이라고 하는 다소 왜곡된 관계에 있다. 더욱이 우연인지 아닌지 마치 그것을 암시하는 것처럼
- 탓("토가" 와사키코)
- 죄(와카바무"츠미")

하고 붕괴라는 십자가를 짊어지듯 두 사람에게는 죄에 얽힌 워드가 들어 있다.
몇 명의 멤버의 이름에 숫자가 들어가 있지만, 무슨 의미가 있는지는 현재, 불명. 하지만, 쇼코가 냥을 스카우트 한 이유로 「얼굴과 숫자입니다」라고 대답하고 있다(이 숫자의 의미는 「시청자 상승이나 팬층의 획득」이라고 하는 의미이겠지만).
예로서 알기 쉬운 것으로
- 미스미 우이카→3(삼)과 1(초)
- 야와타 우미리→8(야)

이 되어 두 사람 모두 명확하게 나와 있는 것을 알 수 있다. 그러나 만일 '0, 1, 2, 3, 4, 5, 6, 7, 8 , 9 , 10'까지의 숫자를 멤버의 이름에서 가능한 한 숫자로 바꾸어 맞출 경우 어떻게 해도 2개의 숫자만 왠지 존재하지 않는 보완할 수 없음을 알 수 있다. 자세히는 말할 수 없지만, 이 이상의 꼬투리는 자기 책임으로 부탁하고 싶다.

## 악곡
Mini Album「Alea jacta est」
- 黒のバースデイ
- ふたつの月 ~Deep Into The Forest~
- Choir ‘S’ Choir
- 神さま、バカ
- Mas?uerade Rhapsody Re?uest
- Ave Mujica

Mini Album「ELEMENTS」
- SymbolⅠ:△
- SymbolⅡ:Air
- SymbolⅢ:▽
- SymbolⅣ:Earth

## 여담
멤버의 본명에 대해서는 RAS와 마찬가지로, 각 사람의 성씨 유래에 법칙성이 없는 점도 큰 특징이지만, 도내의 지명 또는 옛 지명이 원자재로 되어 있는 점은 기존 캐릭터와 비슷하다. 단, 23구내라고는 할 수 없다.
- 미스미→에도가와구의 옛 지명(현재의 하루에쵸의 일부)
- 와카바→신주쿠구의 실재지명. 또는 쵸후시의 실재지명「와카바쵸
- 야와타→무사시노시의 실제 지명 '야와타초'
- 유텐지→메구로구의 실재지명(동명의 사원도 있다)
- 도가와→분쿄구의 옛 지명 「다카다 토요카와쵸」(현재의 동구 메지로다이, 도시마구 타카다의 일부)

제작진 인터뷰에 따르면 Ave Mujica의 데뷔 공연은 과거 Roselia가 FWF에서 퍼포먼스를 했던 무대와 같은 장소라고 한다.